# Автошлях Т 2408
Автошля́х Т 2408 — автомобільний шлях територіального значення у Черкаській області. Пролягає територією Звенигородського та Черкаського районів через Шевченкове — Городище до перетину з Н16. Загальна довжина — 59,2 км.

## Маршрут
Автошлях проходить через такі населені пункти:
| Автошлях Т 2408       |           |
| Черкаська область     |           |
| Звенигородський район |           |
| Шевченкове            | Р64       |
| Кононове-Івасів       |           |
| Вільшана              |           |
| Вербівка              |           |
| Черкаський район      |           |
| Петропавлівка         |           |
| Городище              | Н01Т 2401 |
| Мліїв                 |           |
| Ірдинь                |           |
| Дубіївка              |           |
|                       | Н16       |